# José Damián de Ceballos Guerra y Muñoz
José Damián de Ceballos Guerra y Muñoz de Corbera (n. Somahoz, Los Corrales de Buelna, 168? - f. Lima, 17 de marzo de 1743), magistrado y funcionario colonial español. Establecido en el Virreinato del Perú, ejerció altos cargos judiciales y administrativos, siendo además conde consorte de Santa Ana de las Torres.

## Biografía
Sus padres fueron los montañeses Andrés de Ceballos Guerra y Quijano, y Margarita Muñoz Corbera y Ceballos. Graduado de Bachiller en Cánones, ingresó al Colegio Mayor de San Bartolomé (1706) y optó el grado de Licenciado en Leyes (1709) en la Universidad de Salamanca. 
Nombrado juez de la provincia de Santiago (1713) y luego asesor de rentas de Salamanca, Toro y Zamora, obtuvo plaza de fiscal de lo civil en la Real Audiencia de Lima (1720), asumiendo sus funciones al año siguiente. Promovido a la categoría de oidor (30 de abril de 1723), se le encargó la gobernación de Huancavelica (1729-1732), muy importante entonces por la riqueza de sus minerales.

## Matrimonio y descendencia
Se casó en Lima, el 30 de junio de 1721, con la dama charqueña Josefa Marcelina de Ceballos Ribera y Dávalos, II condesa de Santa Ana de las Torres, de cuya unión tuvo la siguiente descendencia:
- Rosa de Ceballos y Ceballos, casada con Lorenzo de Zárate y Agüero, sin sucesión.
- Francisca de Ceballos y Ceballos, casada en primeras nupcias con Lorenzo Felipe de la Torre Barrio, con sucesión, y en segundas nupcias con Nicolás Sarmiento de Sotomayor del Campo, V conde del Portillo, sin sucesión.
- Juan José de Ceballos y Ceballos Dávalos, III conde de Santa Ana de las Torres, casado con Brianda Arias de Saavedra y Cabrera, con sucesión.